# روكلين (كاليفورنيا)
روكلين (بالإنجليزية: Rocklin )‏ هي إحدى مدن مقاطعة بلاسير، كاليفورنيا. مُنحت لقب مدينة في 24 فبراير، 1893.

## التركيبة السكانية
حدّد مكتب تعداد الولايات المتحدة بيانات التركيبة السكانية لروكلين في تعداد الولايات المتحدة. في ما يلي، التركيبة السكانية حسب تعدادي 2000 و2010.

### تعداد عام 2000
بلغ عدد سكان روكلين 36,330 نسمة بحسب تعداد عام 2000، وبلغ عدد الأسر 13,258 أسرة وعدد العائلات 10,016 عائلة مقيمة في المدينة. في حين سجلت الكثافة السكانية 707.2 نسمة لكل كيلومتر مربع (1,831.6/ميل2). وبلغ عدد الوحدات السكنية 14,421 وحدة بمتوسط كثافة قدره 280.7 لكل كيلومتر مربع (727.0/ميل2).
وتوزع التركيب العرقي للمدينة بنسبة 88.32% من البيض و0.91% من الأمريكيين الأفارقة و0.80% من الأمريكيين الأصليين و4.16% من الأمريكيين ذوي الأصول الآسيوية و0.19% من سكان جزر المحيط الهادئ و1.93% من الأعراق الأخرى و3.69% من عرقين مختلطين أو أكثر و7.91% من الهسبانيون أو اللاتينيون من أي عرق.
بلغ عدد الأسر 13,258 أسرة كانت نسبة 44.8% منها لديها أطفال تحت سن الثامنة عشر تعيش معهم، وبلغت نسبة الأزواج القاطنين مع بعضهم البعض 62.3% من أصل المجموع الكلي للأسر، ونسبة 9.4% من الأسر كان لديها معيلات من الإناث دون وجود شريك، بينما كانت نسبة 3.8% من الأسر لديها معيلون من الذكور دون وجود شريكة وكانت نسبة 24.5% من غير العائلات. تألفت نسبة 18.7% من أصل جميع الأسر من عدة أفراد يعيشون في نفس المنزل ونسبة 6.3% كانت تتألف من شخص يعيش بمفرده يبلغ من العمر 65 عاماً أو أكثر. وبلغ متوسط حجم الأسرة المعيشية 2.74، أما متوسط حجم العائلات فبلغ 3.15.
بلغ العمر الوسطي للسكان 34.5 عاماً. وكانت نسبة 30% من القاطنين تحت سن الثامنة عشر، وكانت نسبة 7% بين الثامنة عشر والرابعة والعشرين عاماً، ونسبة 33.7% كانت واقعةً في الفئة العمرية ما بين الخامسة والعشرين والرابعة والأربعين عاماً، ونسبة 20.8% كانت ما بين الخامسة والأربعين والرابعة والستين، ونسبة 8.6% كانت ضمن فئة الخامسة والستين عاماً فما فوق. يوجد لكل 100 أنثى 95.6 ذكر، ويوجد لكل 100 أنثى في الثامنة عشر من عمرها فما فوق 92.6 ذكر.
بلغ متوسط دخل الأسرة في المدينة 64,737 دولارًا، أما متوسط دخل العائلة فبلغ 72,245 دولارًا. وكان متوسط دخل الذكور 54,426 دولارًا مقابل 35,920 دولارًا للإناث. وسجل دخل الفرد الخاص بالمدينة 26,910 دولارًا. وكانت نسبة 3.1% من العائلات ونسبة 4.5% من السكان تحت خط الفقر، وكان من هؤلاء نسبة 4.8% تحت سن الثامنة عشر ونسبة 3.5% في الخامسة والستين من العمر وما فوق.

### تعداد عام 2010
بلغ عدد سكان روكلين 56,974 نسمة بحسب تعداد عام 2010، وبلغ عدد الأسر 20,800 أسرة وعدد العائلات 15,060 عائلة مقيمة في المدينة. في حين سجلت الكثافة السكانية 1,109.1 نسمة لكل كيلومتر مربع (2,872.6/ميل2). وبلغ عدد الوحدات السكنية 22,010 وحدة بمتوسط كثافة قدره 428.5 لكل كيلومتر مربع (1,109.8/ميل2).
وتوزع التركيب العرقي للمدينة بنسبة 82.58% من البيض و1.51% من الأمريكيين الأفارقة و0.72% من الأمريكيين الأصليين و7.21% من الأمريكيين ذوي الأصول الآسيوية و0.26% من سكان جزر المحيط الهادئ و2.70% من الأعراق الأخرى و5.03% من عرقين مختلطين أو أكثر و11.51% من الهسبانيون أو اللاتينيون من أي عرق.
بلغ عدد الأسر 20,800 أسرة كانت نسبة 40.5% منها لديها أطفال تحت سن الثامنة عشر تعيش معهم، وبلغت نسبة الأزواج القاطنين مع بعضهم البعض 57.6% من أصل المجموع الكلي للأسر، ونسبة 10.5% من الأسر كان لديها معيلات من الإناث دون وجود شريك، بينما كانت نسبة 4.3% من الأسر لديها معيلون من الذكور دون وجود شريكة وكانت نسبة 27.6% من غير العائلات. تألفت نسبة 21.2% من أصل جميع الأسر من عدة أفراد يعيشون في نفس المنزل ونسبة 7.9% كانت تتألف من شخص يعيش بمفرده يبلغ من العمر 65 عاماً أو أكثر. وبلغ متوسط حجم الأسرة المعيشية 2.71، أما متوسط حجم العائلات فبلغ 3.18.
بلغ العمر الوسطي للسكان 36.7 عاماً. وكانت نسبة 27.4% من القاطنين تحت سن الثامنة عشر، وكانت نسبة 9.3% بين الثامنة عشر والرابعة والعشرين عاماً، ونسبة 26.6% كانت واقعةً في الفئة العمرية ما بين الخامسة والعشرين والرابعة والأربعين عاماً، ونسبة 25.7% كانت ما بين الخامسة والأربعين والرابعة والستين، ونسبة 10.9% كانت ضمن فئة الخامسة والستين عاماً فما فوق. وتوزع التركيب الجنسي للسكان بنسبة 48.4% ذكور و51.6% إناث.

## المناخ
يظهر الجدول التالي التغييرات المناخية على مدار السنة لروكلين:
| البيانات المناخية لـروكلين                                              | البيانات المناخية لـروكلين | البيانات المناخية لـروكلين | البيانات المناخية لـروكلين | البيانات المناخية لـروكلين | البيانات المناخية لـروكلين | البيانات المناخية لـروكلين | البيانات المناخية لـروكلين | البيانات المناخية لـروكلين | البيانات المناخية لـروكلين | البيانات المناخية لـروكلين | البيانات المناخية لـروكلين | البيانات المناخية لـروكلين | البيانات المناخية لـروكلين |
| الشهر                                                                   | يناير                      | فبراير                     | مارس                       | أبريل                      | مايو                       | يونيو                      | يوليو                      | أغسطس                      | سبتمبر                     | أكتوبر                     | نوفمبر                     | ديسمبر                     | المعدل السنوي              |
| ----------------------------------------------------------------------- | -------------------------- | -------------------------- | -------------------------- | -------------------------- | -------------------------- | -------------------------- | -------------------------- | -------------------------- | -------------------------- | -------------------------- | -------------------------- | -------------------------- | -------------------------- |
| الدرجة القصوى °ف (°م)                                                   | 75 (24)                    | 78 (26)                    | 86 (30)                    | 98 (37)                    | 107 (42)                   | 110 (43)                   | 115 (46)                   | 110 (43)                   | 111 (44)                   | 102 (39)                   | 87 (31)                    | 76 (24)                    | 115 (46)                   |
| متوسط درجة الحرارة الكبرى °ف (°م)                                       | 53 (12)                    | 60 (16)                    | 64 (18)                    | 71 (22)                    | 80 (27)                    | 88 (31)                    | 94 (34)                    | 92 (33)                    | 87 (31)                    | 77 (25)                    | 63 (17)                    | 54 (12)                    | 74 (23)                    |
| المتوسط اليومي °ف (°م)                                                  | 46 (8)                     | 51 (11)                    | 54 (12)                    | 60 (16)                    | 66 (19)                    | 73 (23)                    | 78 (26)                    | 76 (24)                    | 73 (23)                    | 65 (18)                    | 54 (12)                    | 47 (8)                     | 62 (17)                    |
| متوسط درجة الحرارة الصغرى °ف (°م)                                       | 39 (4)                     | 42 (6)                     | 44 (7)                     | 48 (9)                     | 53 (12)                    | 58 (14)                    | 61 (16)                    | 61 (16)                    | 58 (14)                    | 52 (11)                    | 44 (7)                     | 39 (4)                     | 50 (10)                    |
| أدنى درجة حرارة °ف (°م)                                                 | 21 (−6)                    | 23 (−5)                    | 27 (−3)                    | 33 (1)                     | 36 (2)                     | 43 (6)                     | 48 (9)                     | 46 (8)                     | 41 (5)                     | 31 (−1)                    | 27 (−3)                    | 16 (−9)                    | 16 (−9)                    |
| الهطول إنش (مم)                                                         | 3.98 (101)                 | 3.46 (88)                  | 3.07 (78)                  | 1.58 (40)                  | 0.58 (15)                  | 0.12 (3.0)                 | 0.04 (1.0)                 | 0.06 (1.5)                 | 0.35 (8.9)                 | 1.08 (27)                  | 2.80 (71)                  | 3.33 (85)                  | 20.45 (519.4)              |
| متوسط تساقط الثلوج إنش (سم)                                             | 0.2 (0.51)                 | 0 (0)                      | 0 (0)                      | 0 (0)                      | 0 (0)                      | 0 (0)                      | 0 (0)                      | 0 (0)                      | 0 (0)                      | 0 (0)                      | 0 (0)                      | 0 (0)                      | 0.2 (0.51)                 |
| المصدر: http://www.myforecast.com/bin/climate.m?city=12122&metric=false |                            |                            |                            |                            |                            |                            |                            |                            |                            |                            |                            |                            |                            |

## أعلام
- تشيس بيكر
- كيل سيمونز
- كولبي كوفنغتون
- ستانلي هولينغسوررث
- لوغان ويب